# Dystrykt Ndola
Dystrykt Ndola – dystrykt w Zambii w Prowincji Copperbelt. W 2000 roku liczył 374 757 mieszkańców (z czego 50,23% stanowili mężczyźni) i obejmował 71 053 gospodarstw domowych. Siedzibą administracyjną dystryktu jest Ndola.